# Serguei Polunin
Serhí Volodímirovitx Polunin (ucraïnès: Сергій Володи́мирович Полу́нін, o bé Serguei Vladímirovitx Polunin rus: Серге́й Влади́мирович Полу́нин), nascut el 20 de novembre del 1989, és un ballarí ucraïnès que fou el ballarí principal del British Royal Ballet i que actualment ho és del Stanislavsky i Nemirovich-Danchenko Moscow Academic Music Theatre, de l'Òpera Novossibirsk i del Ballet Theatre.

## Vida i trajectòria professional
Serguei Polunin va néixer a Kherson, Ucraïna. Des de l'edat de 4 anys fins als 8, es va entrenar en una acadèmia de gimnàstica i, posteriorment, durant quatre anys més a l'Institut Coreogràfic de l'Estat de Kyiv. La seva mare, Galina Polunina, es va mudar amb ell a Kyiv mentre el seu pare, Vladimir Polunin, treballava a Portugal per mantenir-los econòmicament.
Després que Serguei es gradués a l'Institut Coreogràfic de l'Estat de Kyiv, es va unir a la British Royal Ballet School als 13 anys, l'any 2003, amb el patrocini de la Fundació Rudolf Nureyev. Es va convertir en el primer solista de la British Royal Ballet School el 2009, i el juny del 2010 Polunin esdevingué el ballarí principal de la British Royal Ballet School més jove que mai havien tingut. Després de dos exitosos anys de carrera, el 24 de gener del2012 Serguei va anunciar la seva dimissió de l'escola amb efecte immediat. Va al·legar que havia acabat tan infeliç que "l'artista en mi estava morint".

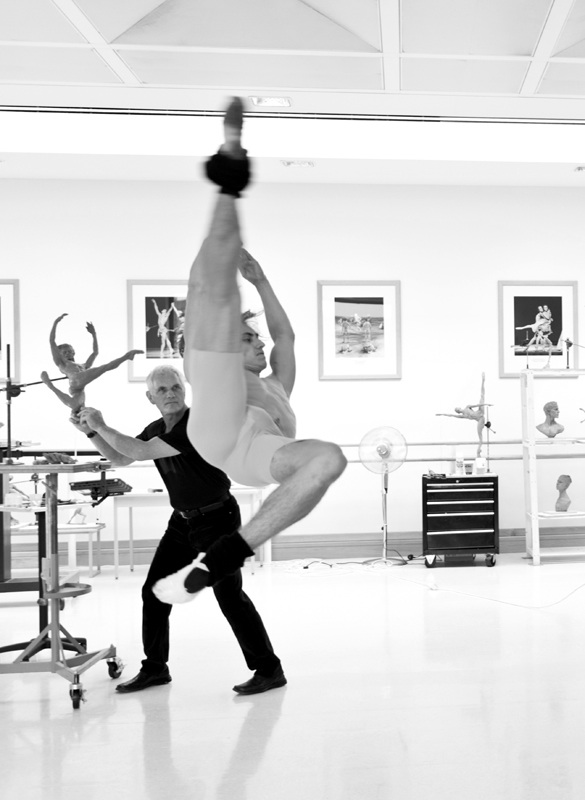
L'escultor Richard MacDonald modelant una escultura d'argila amb el ballarí Serguei Polunin.

Després d'uns mesos, l'estiu del 2012, Polunin fou convidat a Rússia per Igor Zelensky, famós ballarí i director artístic de ballet de dos teatres russos, i esdevingué el ballarí principal del Teatre Musical Stanislavsky i del Teatre d'òpera i ballet de l'Estat de Novosibirsk.
Polunin ha rebut diversos premis, incloent el Prix de Lausanne i el Youth America Grand Prix el 2006, i el 2007 fou nomenat el Ballarí Jove Britànic de l'any.
El diari The New York Times descrigué Serguei com un "ballarí fabulós, amb una tècnica acerada i una línia de ball preciosa" en la seva ressenya de l'obra Les Aventures d'Alícia en el País de les Maravelles (2011), en què va ballar encarnant el personatge de la Sota de Cors.
Polunin va aparèixer per primer cop en la llum pública (és a dir, amb una audiència més àmplia a la que s'havia exposat mai) el 2012 amb el paper de pastor en el segon acte del Fantasma de l'Òpera al Royal Albert Hall amb motiu del 25è aniversari del musical de l'obra, i amb el paper d'amo d'esclaus en el primer acte de l'espectacle. Més tard, el 2014, fou nominat als National Dance Awards del Regne Unit en la categoria de Millor Ballarí del sexe masculí.
El mateix any Serguei va iniciar la seva col·laboració amb el famós fotògraf nord-americà David-LaChapelle, i començà a formar part dels seus nous projectes, incloent el vídeo d'una coreografia per la cançó del músic Hozier "Take Me to Church", que es presentà públicament el febrer del 2015.

## Filmografia
- 2017: Murder on the Orient Express, com a Comte Rudolph Andrenyi[8]
- 2018: Red Sparrow, com a Konstantin[9]
- 2018: El corb blanc, dirigida per Ralph Fiennes, com a Iuri Soloviev[10]

## Premis
- Guanyador del premi de la competició internacional de ballet Serge Lifar(2002)
- Medalla d'or i premi a la simpatia dels espectadors del Prix de Lausanne (2006)
- Guanyador del Youth America Grand Prix /YAGP/ (2006)[11]
- Medalla d'or a la Competició Internacional de Ballet Serge Lifar a Kíev (2006)
- Premi al Jove Ballarí de l'any del Regne Unit (2007)
- Critics' Circle National Dance Awards al millor ballarí de sexe masculí(2010)[12]
- Critics' Circle National Dance Awards al millor ballarí de sexe masculí de ballet clàssic (2011)[13]
- Guanyador al programa de televisió i competició russos Bolshoi Balet (2012)
- Premi a l'Ànima de la Dansa per la Revista Russa de Ballet (Russian Ballet magazine, 2014)
- Premi al Ballarí de l'any 2015 per la revista italiana de dansa (Danza & Danza, 2015)[14]

## Vida personal
Polunin està en una relació amb la ballarina sobre gel Elena Ilinykh. El 16 de gener de 2010 van tenir el seu primer fill, anomenat Mir. Juntament amb altres famosos, Polunin va rebre la nacionalitat sèrbia el 2017, per la seva feina promovent el país i la seva cultura.
El novembre de 2018, Polunin va posicionar-se a Instagram a favor del president rus Vladímir Putin. El desembre de 2018, Polunin va expressar la seva admiració i suport al president dels EUA, Donald Trump, en una altra publicació a Instagram.